# EMS One Katowice 2014
Electronic Sports League Major Series One Katowice 2014 ou EMS One Katowice 2014 é um campeonato profissional de Counter-Strike: Global Offensive, que foi realizado em 13 a 16 de março de 2014, no Arena Spodek em Katowice , Silésia , na Polónia. Foi organizado pela Electronic Sports League e patrocinado pela desenvolvedores do jogo Valve Corporation. O torneio teve uma premiação total de US$ 250.000, e teve como vencedor do evento a equipe do Virtus.pro, depois de bater Ninjas in Pyjamas nas finais. 

## Equipas
| Convidados - compLexity Gaming - Fnatic - HellRaisers - LGB eSports - Ninjas in Pyjamas - Team Dignitas - Team LDLC.com - Titan | Classificados - Team iBUYPOWER - Vox Eminor - 3DMAX - Clan-Mystik | - mousesports - Natus Vincere - Reason Gaming - Virtus.pro |

## Fases de grupo

### Grupo A
| Pos | Team        | W | L | RF | RA | RD  | Pts |
| --- | ----------- | - | - | -- | -- | --- | --- |
| 1   | Virtus.pro  | 2 | 0 | 35 | 23 | +12 | 6   |
| 2   | HellRaisers | 2 | 1 | 48 | 32 | +6  | 6   |
| 3   | Titan       | 1 | 2 | 37 | 37 | 0   | 3   |
| 4   | mousesports | 0 | 2 | 14 | 32 | −18 | 0   |

| Jogos do Grupo A | Jogos do Grupo A | Jogos do Grupo A | Jogos do Grupo A | Jogos do Grupo A |
| Equipa           | Rondas           | Mapa             | Rondas           | Equipa           |
| ---------------- | ---------------- | ---------------- | ---------------- | ---------------- |
| Titan            | 16               | Dust II          | 5                | mousesports      |
| HellRaisers      | 16               | Mirage           | 19               | Virtus.pro       |
| Titan            | 7                | Mirage           | 16               | Virtus.pro       |
| HellRaisers      | 16               | Dust II          | 9                | mousesports      |
| Titan            | 14               | Inferno          | 16               | HellRaisers      |

### Grupo B
| Pos | Team              | W | L | RF | RA | RD  | Pts |
| --- | ----------------- | - | - | -- | -- | --- | --- |
| 1   | Ninjas in Pyjamas | 2 | 0 | 32 | 12 | +20 | 6   |
| 2   | Team LDLC.com     | 2 | 1 | 39 | 42 | −3  | 6   |
| 3   | 3DMAX             | 1 | 2 | 34 | 39 | −5  | 3   |
| 4   | Vox Eminor        | 0 | 2 | 20 | 32 | −12 | 0   |

| Jogos do Grupo B  | Jogos do Grupo B | Jogos do Grupo B | Jogos do Grupo B | Jogos do Grupo B |
| Equipa            | Rondas           | Mapa             | Rondas           | Equipa           |
| ----------------- | ---------------- | ---------------- | ---------------- | ---------------- |
| Ninjas in Pyjamas | 16               | Dust II          | 5                | 3DMAX            |
| Team LDLC.com     | 16               | Inferno          | 13               | Vox Eminor       |
| Ninjas in Pyjamas | 16               | Inferno          | 7                | Team LDLC.com    |
| Vox Eminor        | 7                | Inferno          | 16               | 3DMAX            |
| Team LDLC.com     | 16               | Inferno          | 13               | 3DMAX            |

### Grupo C
| Pos | Team           | W | L | RF | RA | RD  | Pts |
| --- | -------------- | - | - | -- | -- | --- | --- |
| 1   | Team Dignitas  | 2 | 0 | 32 | 16 | +16 | 6   |
| 2   | Fnatic         | 2 | 1 | 44 | 35 | +13 | 6   |
| 3   | Reason Gaming  | 1 | 2 | 30 | 44 | −14 | 3   |
| 4   | Team iBUYPOWER | 0 | 2 | 21 | 32 | −11 | 0   |

| Jogos do Grupo C | Jogos do Grupo C | Jogos do Grupo C | Jogos do Grupo C | Jogos do Grupo C |
| Equipa           | Rondas           | Mapa             | Rondas           | Equipa           |
| ---------------- | ---------------- | ---------------- | ---------------- | ---------------- |
| Fnatic           | 12               | Inferno          | 16               | Reason Gaming    |
| Team Dignitas    | 16               | Nuke             | 8                | Team iBUYPOWER   |
| Team Dignitas    | 16               | Inferno          | 8                | Reason Gaming    |
| Fnatic           | 16               | Inferno          | 13               | Team iBUYPOWER   |
| Reason Gaming    | 6                | Inferno          | 16               | Fnatic           |

### Grupo D
| Pos | Team              | W | L | RF | RA | RD  | Pts |
| --- | ----------------- | - | - | -- | -- | --- | --- |
| 1   | LGB eSports       | 2 | 0 | 32 | 19 | +13 | 6   |
| 2   | compLexity Gaming | 2 | 1 | 43 | 38 | +5  | 6   |
| 3   | Clan-Mystik       | 1 | 2 | 34 | 44 | −10 | 3   |
| 4   | Natus Vincere     | 0 | 2 | 21 | 32 | −11 | 0   |

| Jogos do Grupo D  | Jogos do Grupo D | Jogos do Grupo D | Jogos do Grupo D | Jogos do Grupo D |
| Equipa            | Rondas           | Mapa             | Rondas           | Equipa           |
| ----------------- | ---------------- | ---------------- | ---------------- | ---------------- |
| compLexity Gaming | 16               | Inferno          | 6                | Clan-Mystik      |
| LGB eSports       | 16               | Inferno          | 8                | Natus Vincere    |
| compLexity Gaming | 11               | Dust II          | 16               | LGB eSports      |
| Clan-Mystik       | 16               | Dust II          | 13               | Natus Vincere    |
| compLexity Gaming | 16               | Nuke             | 12               | Clan-Mystik      |

## Playoffs
|  | Quartas de final | Quartas de final  | Quartas de final |               |         | Semifinais        | Semifinais | Semifinais |  |  | Final | Final | Final |  |
|  |                  |                   |                  |               |         |                   |            |            |  |  |       |       |       |  |
|  | Suécia           | Ninjas in Pyjamas | 2                |               |         |                   |            |            |  |  |       |       |       |  |
|  | Suécia           | Ninjas in Pyjamas | 2                |               |         |                   |            |            |  |  |       |       |       |  |
|  | Estados Unidos   | compLexity Gaming | 1                |               |         |                   |            |            |  |  |       |       |       |  |
|  | Estados Unidos   | compLexity Gaming | 1                |               | Suécia  | Ninjas in Pyjamas | 2          |            |  |  |       |       |       |  |
|  |                  |                   |                  |               | Suécia  | Ninjas in Pyjamas | 2          |            |  |  |       |       |       |  |
|  |                  |                   | Dinamarca        | Team Dignitas | 0       |                   |            |            |  |  |       |       |       |  |
|  | Dinamarca        | Team Dignitas     | Dinamarca        | Team Dignitas | 0       | 2                 |            |            |  |  |       |       |       |  |
|  | Dinamarca        | Team Dignitas     |                  |               |         |                   |            |            |  |  |       |       |       |  |
|  | Ucrânia          | HellRaisers       | 0                |               |         |                   |            |            |  |  |       |       |       |  |
|  | Ucrânia          | HellRaisers       | 0                |               | Suécia  | Ninjas in Pyjamas | 0          |            |  |  |       |       |       |  |
|  |                  |                   |                  |               |         |                   |            |            |  |  |       |       |       |  |
|  |                  |                   | Polónia          | Virtus.pro    | 2       |                   |            |            |  |  |       |       |       |  |
|  | Polónia          | Virtus.pro        | Polónia          | Virtus.pro    | 2       | 2                 |            |            |  |  |       |       |       |  |
|  | Polónia          | Virtus.pro        |                  |               |         |                   |            |            |  |  |       |       |       |  |
|  | França           | Team LDLC.com     | 0                |               |         |                   |            |            |  |  |       |       |       |  |
|  | França           | Team LDLC.com     | 0                |               | Polónia | Virtus.pro        | 2          |            |  |  |       |       |       |  |
|  |                  |                   |                  |               | Polónia | Virtus.pro        | 2          |            |  |  |       |       |       |  |
|  |                  |                   | Suécia           | LGB eSports   | 1       |                   |            |            |  |  |       |       |       |  |
|  | Suécia           | Fnatic            | Suécia           | LGB eSports   | 1       | 1                 |            |            |  |  |       |       |       |  |
|  | Suécia           | Fnatic            |                  |               |         |                   |            |            |  |  |       |       |       |  |
|  | Suécia           | LGB eSports       | 2                |               |         |                   |            |            |  |  |       |       |       |  |

### Jogos das Quartas-de-final
| Quartas-de-final  | Quartas-de-final | Quartas-de-final | Quartas-de-final | Quartas-de-final  |
| Equipa            | Rondas           | Mapa             | Rondas           | Equipa            |
| ----------------- | ---------------- | ---------------- | ---------------- | ----------------- |
| Ninjas in Pyjamas | 12               | Dust II          | 16               | compLexity Gaming |
| Ninjas in Pyjamas | 16               | Nuke             | 2                | compLexity Gaming |
| Ninjas in Pyjamas | 16               | Train            | 11               | compLexity Gaming |
| Team Dignitas     | 16               | Dust II          | 7                | HellRaisers       |
| Team Dignitas     | 16               | Mirage           | 11               | HellRaisers       |
| Team Dignitas     | –                | Inferno          | –                | HellRaisers       |
| Virtus.pro        | 16               | Mirage           | 3                | Team LDLC.com     |
| Virtus.pro        | 16               | Inferno          | 8                | Team LDLC.com     |
| Virtus.pro        | –                | Train            | –                | Team LDLC.com     |
| Fnatic            | 16               | Inferno          | 11               | LGB eSports       |
| Fnatic            | 12               | Mirage           | 16               | LGB eSports       |
| Fnatic            | 14               | Train            | 16               | LGB eSports       |

### Jogos das Semifinais
| Semifinais        | Semifinais | Semifinais | Semifinais | Semifinais    |
| Equipa            | Rondas     | Mapa       | Rondas     | Equipa        |
| ----------------- | ---------- | ---------- | ---------- | ------------- |
| Ninjas in Pyjamas | 16         | Inferno    | 6          | Team Dignitas |
| Ninjas in Pyjamas | 16         | Nuke       | 5          | Team Dignitas |
| Ninjas in Pyjamas | –          | ???        | –          | Team Dignitas |
| Virtus.pro        | 16         | Inferno    | 8          | LGB eSports   |
| Virtus.pro        | 14         | Mirage     | 16         | LGB eSports   |
| Virtus.pro        | 16         | Train      | 7          | LGB eSports   |

### Jogos da Final
| Final             | Final  | Final   | Final  | Final      |
| Equipa            | Rondas | Mapa    | Rondas | Equipa     |
| ----------------- | ------ | ------- | ------ | ---------- |
| Ninjas in Pyjamas | 9      | Mirage  | 16     | Virtus.pro |
| Ninjas in Pyjamas | 10     | Inferno | 16     | Virtus.pro |
| Ninjas in Pyjamas | –      | Dust II | –      | Virtus.pro |

## Classificação final
| Lugar   | Equipa            | Premiação | Classificados para   | Jogadores                                   | Treinador |
| ------- | ----------------- | --------- | -------------------- | ------------------------------------------- | --------- |
| 1.º     | Virtus.pro        | $100,000  | ESL One Cologne 2014 | TaZ, NEO, pashaBiceps, byali, Snax          |           |
| 2.º     | Ninjas in Pyjamas | $50,000   | ESL One Cologne 2014 | f0rest, GeT RiGhT, Xizt, friberg, Fifflaren |           |
| 3–4.º   | Team Dignitas     | $22,000   | ESL One Cologne 2014 | FeTiSh, dev1ce, cajunb, dupreeh, Xyp9x      | 3k2       |
| 3–4.º   | LGB eSports       | $22,000   | ESL One Cologne 2014 | dennis, olofmeister, KRiMZ, twist, cype     |           |
| 5–8.º   | compLexity Gaming | $10,000   | ESL One Cologne 2014 | Hiko, n0thing, swag, Sgares, Semphis        |           |
| 5–8.º   | HellRaisers       | $10,000   | ESL One Cologne 2014 | ANGE1, kusher, markeloff, Dosia, AdreN      |           |
| 5–8.º   | Team LDLC.com     | $10,000   | ESL One Cologne 2014 | Uzzziii, Happy, KQLY, apEX, Maniac          | MoMan     |
| 5–8.º   | Fnatic            | $10,000   | ESL One Cologne 2014 | Devilwalk, JW, flusha, pronax, schneider    | cArn      |
| 9–12.º  | Titan             | $2,000    | –                    | shox, SmithZz, NBK, ScreaM, Ex6TenZ         |           |
| 9–12.º  | 3DMAX             | $2,000    | –                    | aizy, gla1ve, Pimp, raalz, MSL              |           |
| 9–12.º  | Reason Gaming     | $2,000    | –                    | EXR, LOMME, Friis, karrigan, smF            |           |
| 9–12.º  | Clan-Mystik       | $2,000    | –                    | kioShiMa, kennyS, HaRts, GMX, Sf            |           |
| 13–16.º | mousesports       | $2,000    | –                    | tiziaN, tabseN, chrisJ, cadiaN, LEGIJA      |           |
| 13–16.º | Vox Eminor        | $2,000    | –                    | SPUNJ, AZR, Havoc, SnypeR, topguN           |           |
| 13–16.º | Team iBUYPOWER    | $2,000    | –                    | Skadoodle, adreN, DaZeD, anger, AZK         |           |
| 13–16.º | Natus Vincere     | $2,000    | –                    | Edward, Zeus, starix, seized, GuardiaN      |           |